# فهرست شهرستان‌های نیویورک
فهرست شهرستان‌های نیویورک (به انگلیسی: List of counties in New York)
| نام شهرستان | مرکز شهرستان         | تأسیس | جمعیت     | مساحت           | نقشه |
| ----------- | -------------------- | ----- | --------- | --------------- | ---- |
| آلبانی      | آلبانی               | ۱۶۸۳  | ۳۰۴٬۲۰۴   | ۵۳۳ مایل‌مربع    |      |
| الیگنی      | بلمونت               | ۱۸۰۶  | ۴۸٬۹۴۶    | ۱٬۰۳۴ مایل‌مربع  |      |
| برانکس      | برانکس و شهر نیویورک | ۱۹۱۴  | ۱٬۳۸۵٬۱۰۸ | ۵۷٫۴۳ مایل‌مربع  |      |
| بروم        | بینگهمتون            | ۱۸۰۶  | ۲۰۰٬۶۰۰   | ۷۱۵ مایل‌مربع    |      |
| کاتاراگوس   | لیتل والی            | ۱۸۰۸  | ۸۰٬۳۱۷    | ۱٬۳۱۰ مایل‌مربع  |      |
| کایوگا      | آبورن                | ۱۷۹۹  | ۸۰٬۰۲۶    | ۸۶۴ مایل‌مربع    |      |
| چاتاکوآ     | میویل                | ۱۸۰۸  | ۱۳۴٬۹۰۵   | ۱٬۵۰۰ مایل‌مربع  |      |
| چیمانگ      | المیرا               | ۱۸۳۶  | ۸۸٬۸۳۰    | ۴۱۰٫۸۱ مایل‌مربع |      |
| چینانگو     | نوریچ                |       | ۵۰٬۴۷۷    | ۸۹۸٫۸۵ مایل‌مربع |      |
| کلینتون     | پلاتس بورگ           | ۱۷۸۸  | ۸۲٬۱۲۸    | ۱٬۱۱۸ مایل‌مربع  |      |
| کلمبیا      | هادسون               | ۱۷۸۶  | ۶۳٬۰۹۶    | ۶۴۸ مایل‌مربع    |      |
| کورتلند     | کورتلند              | ۱۸۰۸  | ۴۹٬۳۳۶    | ۵۰۲ مایل‌مربع    |      |
| دلاویر      | دهلی                 | ۱۷۹۷  | ۴۷٬۹۸۰    | ۱٬۴۶۸ مایل‌مربع  |      |
| داچس        | پوگکیپسی             | ۱۶۸۳  | ۲۹۷٬۴۸۸   | ۸۲۵ مایل‌مربع    |      |
| ایری        | بوفالو               | ۱۸۲۱  | ۹۱۹٬۰۴۰   | ۱٬۲۲۷ مایل‌مربع  |      |
| اسکس        | الیزابت‌تاون          | ۱۷۹۹  | ۳۹٬۳۷۰    | ۱٬۹۱۶ مایل‌مربع  |      |
| فرانکلین    | مالون                | ۱۸۰۸  | ۵۱٬۵۹۹    | ۱٬۶۹۷ مایل‌مربع  |      |
| فولتن       | جانزتاون             | ۱۸۳۸  | ۵۵٬۵۳۱    | ۵۳۳ مایل‌مربع    |      |
| جنسی        | باتاویا              | ۱۸۰۲  | ۶۰٬۰۷۹    | ۴۹۵ مایل‌مربع    |      |
| گرین        | کستکیل               | ۱۸۰۰  | ۴۹٬۲۲۱    | ۶۵۸ مایل‌مربع    |      |
| همیلتون     | لیک پلیزنت           | ۱۸۱۶  | ۴٬۸۳۶     | ۱٬۸۰۸ مایل‌مربع  |      |
| هرکیمر      | هرکیمر               | ۱۷۹۱  | ۶۴٬۵۱۹    | ۱٬۴۵۸ مایل‌مربع  |      |
| جفرسون      | واترتاون             | ۱۸۰۵  | ۱۱۶٬۲۲۹   | ۱٬۸۵۷ مایل‌مربع  |      |
| کینگز       | بروکلین              | ۱۶۸۳  | ۲٬۵۰۴٬۷۰۰ | ۹۶٫۹ مایل‌مربع   |      |
| لوییس       | لوویل                | ۱۸۰۵  | ۲۷٬۰۸۷    | ۱٬۲۹۰ مایل‌مربع  |      |
| لیوینگستون  | Geneseo              | ۱۸۲۱  | ۶۵٬۳۹۳    | ۶۴۰ مایل‌مربع    |      |
| مدیسون      | ومپسویل              | ۱۸۰۶  | ۷۳٬۴۴۲    | ۶۶۲ مایل‌مربع    |      |
| مونرو       | روچستر               | ۱۸۲۱  | ۷۴۴٬۳۴۴   | ۱٬۳۶۶ مایل‌مربع  |      |
| مونتگومری   | فاندا                | ۱۷۷۲  | ۵۰٬۲۱۹    | ۴۱۰ مایل‌مربع    |      |
| ناساو       | مینولا               | ۱۸۹۹  | ۱٬۳۳۹٬۵۳۲ | ۴۵۳ مایل‌مربع    |      |
| نیویورک     | منهتن                | ۱۶۸۳  | ۱٬۵۸۵٬۸۷۳ | ۳۳٫۷۷ مایل‌مربع  |      |
| نیاگارا     | لاک‌پورت              | ۱۸۰۸  | ۲۱۶٬۴۶۹   | ۱٬۱۴۰ مایل‌مربع  |      |
| اونیدا      | یوتیکا               | ۱۷۹۸  | ۲۳۴٬۸۷۸   | ۱٬۲۱۳ مایل‌مربع  |      |
| اونانداگا   | سیراکیوز             | ۱۷۹۲  | ۴۶۷٬۰۲۶   | ۸۰۶ مایل‌مربع    |      |
| اونتاریو    | کاناندی گوا          | ۱۷۸۹  | ۱۰۷٬۹۳۱   | ۶۶۲ مایل‌مربع    |      |
| اورنج       | گوشن                 | ۱۶۸۳  | ۳۷۲٬۸۱۳   | ۸۳۹ مایل‌مربع    |      |
| آرلینز      | آلبیون               | ۱۸۲۴  | ۴۲٬۸۸۳    | ۸۱۷ مایل‌مربع    |      |
| آزویگو      | آزویگو               |       | ۱۲۲٬۱۰۹   | ۱٬۳۱۲ مایل‌مربع  |      |
| آتسگو       | کوپرزتاون            | ۱۷۹۱  | ۶۲٬۲۵۹    | ۱٬۰۰۳ مایل‌مربع  |      |
| پوتنام      | کارمل                | ۱۸۱۲  | ۹۹٬۷۱۰    | ۲۴۶ مایل‌مربع    |      |
| کویینز      | کویینز               | ۱۶۸۳  | ۲٬۲۳۰٬۷۲۲ | ۱۷۸٫۲۸ مایل‌مربع |      |
| رنسلیر      | تروی                 | ۱۷۹۱  | ۱۵۹٬۴۲۹   | ۶۶۵ مایل‌مربع    |      |
| بخش ریچموند | استاتن آیلند         | ۱۶۸۳  | ۴۶۸٬۷۳۰   | ۱۰۲٫۵ مایل‌مربع  |      |
| راکلند      | نیویورک              | ۱۷۹۸  | ۳۱۱٬۶۸۷   | ۱۹۹ مایل‌مربع    |      |
| سنت لارنس   | کنتون                | ۱۸۰۲  | ۱۱۱٬۹۴۴   | ۲٬۸۲۱ مایل‌مربع  |      |
| ساراتوگا    | Ballston Spa         | ۱۷۹۱  | ۲۱۹٬۶۰۷   | ۸۴۴ مایل‌مربع    |      |
| اسکنکتدی    | اسکنکتدی، نیویورک    |       | ۱۵۴٬۷۲۷   | ۲۱۰ مایل‌مربع    |      |
| سکوهری      | سکوهری               | ۱۷۹۵  | ۳۲٬۷۴۹    | ۶۲۶ مایل‌مربع    |      |
| اسکایلر     | واتکینز گلن          | ۱۸۵۴  | ۱۸٬۳۴۳    | ۳۴۲ مایل‌مربع    |      |
| سنکا        | اووید/واترلو         | ۱۸۰۴  | ۳۵٬۲۵۱    | ۳۲۵ مایل‌مربع    |      |
| استوبین     | باث                  | ۱۷۹۶  | ۹۸٬۹۹۰    | ۱٬۴۰۴ مایل‌مربع  |      |
| سافک        | ریورهد               | ۱۶۸۳  | ۱٬۴۹۳٬۳۵۰ | ۲٬۳۷۳ مایل‌مربع  |      |
| سالیوان     | ، نیویورک            | ۱۸۰۹  | ۷۷٬۵۴۷    | ۹۹۷ مایل‌مربع    |      |
| تیوگا       | اویگو                | ۱۷۹۱  | ۵۱٬۱۲۵    | ۵۲۳ مایل‌مربع    |      |
| تامپکینز    | ایتاکا               | ۱۸۱۷  | ۱۰۱٬۵۶۴   | ۴۷۶ مایل‌مربع    |      |
| اولستر      | کینگستون             | ۱۶۸۳  | ۱۸۲٬۴۹۳   | ۱٬۱۶۱ مایل‌مربع  |      |
| وارن        | کوئینزبری            | ۱۸۱۳  | ۶۵٬۷۰۷    | ۸۷۰ مایل‌مربع    |      |
| واشینگتن    | فورت ادوارد          | ۱۷۷۲  | ۶۳٬۲۱۶    | ۸۴۶ مایل‌مربع    |      |
| وین         | لاینز                | ۱۸۲۳  | ۹۳٬۷۷۲    | ۱٬۳۸۴ مایل‌مربع  |      |
| وستچستر     | وایت پلاینز          | ۱۶۸۳  | ۹۴۹٬۱۱۳   | ۵۰۰ مایل‌مربع    |      |
| وایومینگ    | ورشو                 | ۱۸۴۱  | ۴۲٬۱۵۵    | ۵۹۶ مایل‌مربع    |      |
| یاتز        | پن یان               | ۱۸۲۳  | ۲۵٬۳۴۸    | ۳۷۶ مایل‌مربع    |      |